# Deshler, Ohio
Deshler là một làng thuộc quận Henry, tiểu bang Ohio, Hoa Kỳ. Năm 2010, dân số của làng này là 1799 người.

## Dân số
- Dân số năm 2000: 1831 người.
- Dân số năm 2010: 1799 người.